# Junonia almana
Espèce
Statut de conservation UICN

 LC  : Préoccupation mineure
Junonia almana est un insecte lépidoptère  de la famille des  Nymphalidae, de la sous-famille des Nymphalinae et du genre Junonia.

## Dénomination
Junonia  almana a été décrit par Carl von Linné en 1758 sous le nom initial de Papilio almana.
Synonymes : Papilio asteria (Linné, 1758), Alcyoneis almane Hübner, [1819]; Precis almana.

### Noms vernaculaires
Junonia almana  se nomme en anglais Peacock Pansy.

### Sous-espèces
- Junonia almana almana
- Junonia almana battana Fruhstorfer, 1906 ; dans le sud du Sulawesi.
- Junonia almana javana C. Felder, 1862 ; à Java
- Junonia almana sumbae Doherty, 1891 [1].

## Description

### Imago
Ce papillon présente suivant la saison un dimorphisme de couleur.
Junonia almana est un papillon d'une envergure de 40 mm à 55 mm au dessus orange marqué d'ocelles, deux pupillés de blanc aux ailes antérieures et un très gros doublement pupillé de blanc aux ailes postérieures. La bordure des antérieures et des postérieure présente des lignes minces blanches et marron.
Le verso est jaune pâle avec des ocelles plus petits et plus nombreux.
Ce papillon vole à basse altitude et  se pose fréquemment, durant plusieurs minutes, sur le sol ou dans les feuillages bas.

### Chenille
Les œufs sont de couleur verte. La chenille est jaune verdâtre puis grise, avec de longs poils fins.
La chrysalide est marron tachée de blanc.

## Biologie

### Plantes hôtes
Ses plantes hôtes sont diverses, des Acanthaceae, Acanthus, Alternanthera, Asteracantha, Barleria, Blechum, Bonnaya, Gloxinia, Ilysanthes, Lindernia,  Lippia, Ludwigia, Osbeckia, Mimosa, Mimulus, Alternanthera philoxeroides,  Antirrhinum majus, Asteracantha longifolia, Hygrophila lancea, Plantago asiatica, Plantago major, Ruellia, Strobilanthes, Vandellia ciliata, Vandellia anagallis,   Osbeckia, et  Mimosa pudica pour Junonia almana javana.

## Écologie et distribution
Junonia almana est présent dans le sud de l'Asie, en Inde, au Sri Lanka, en Malaisie, aux Philippines, au Sulawesi, à Sumatra, Java, Bali et Bornéo.

### Biotope
Il réside dans les jardins et les lieux ouverts (clairières des forêts, berges des rivières, bord des routes...), à basse altitude du niveau de la mer à 1000 m.

### Protection
Pas de statut de protection particulier.

## Philatélie

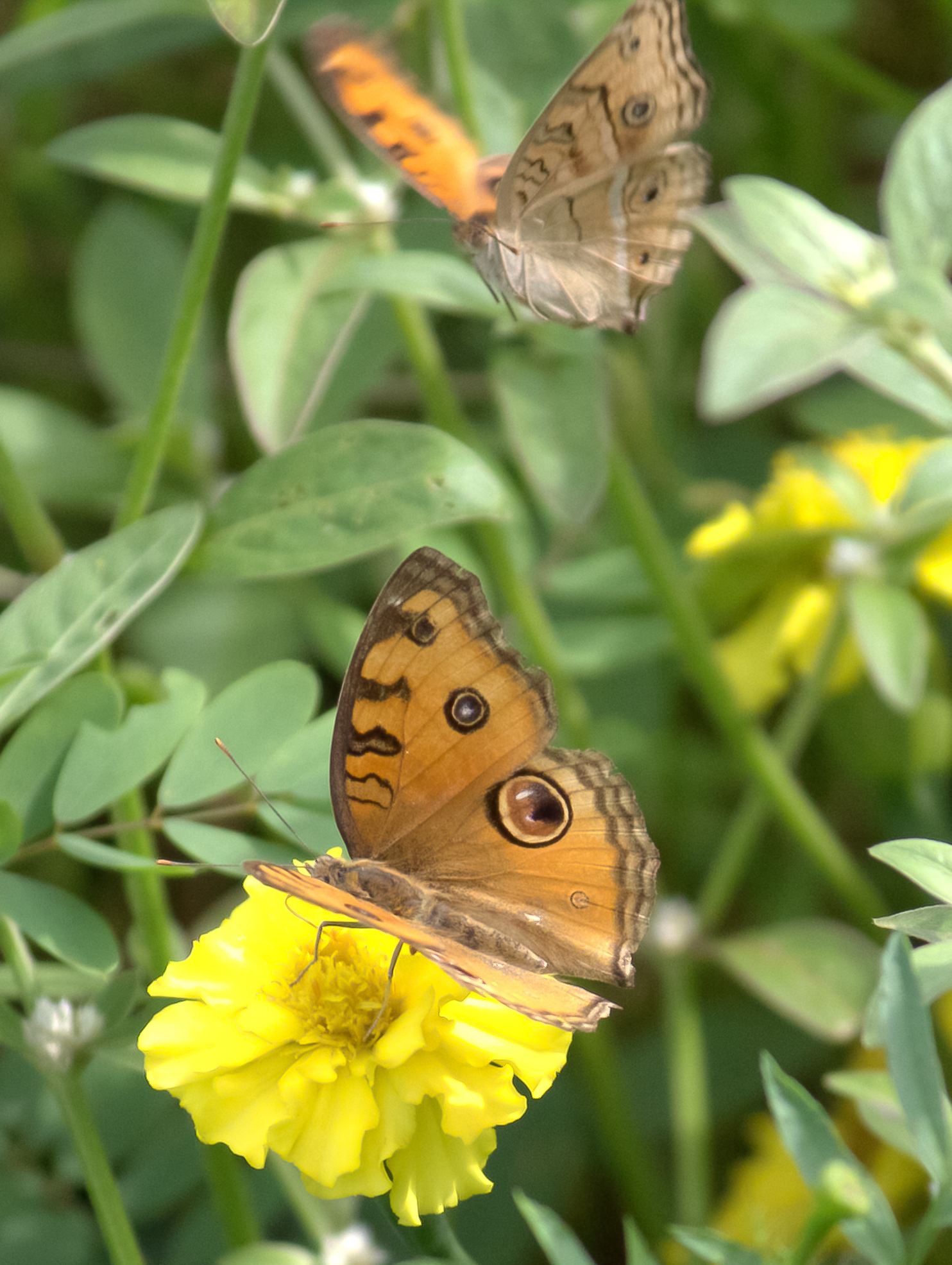
Junonia almana

Ce papillon figure sur une émission de l'île de Jersey de 1995 (valeur faciale : 19 p.).